# Ordine di battaglia della battaglia di Ligny
ARMEE DU NORD

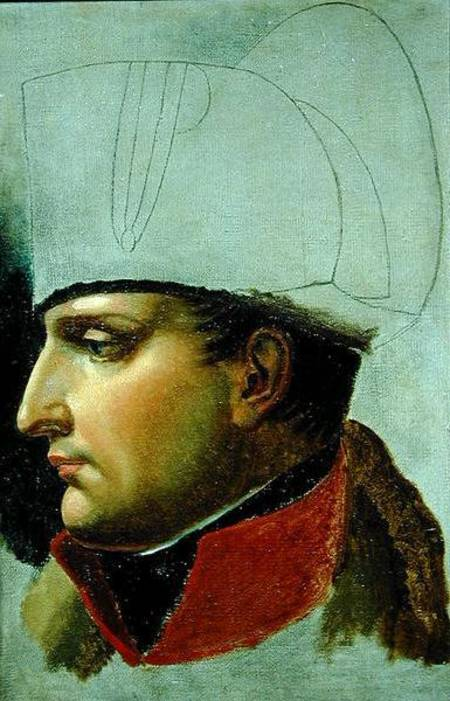
Napoleone Bonaparte.

Comandante supremo: Napoleone Bonaparte
Gran Maresciallo di Palazzo: generale Henri Gatien Bertrand

Aiutanti di campo: generali Charles de la Bédoyère, Lebrun, Drouot, Corbineau, de Flahaut, Dejean, Bernard

Ufficiali d'ordinanza: colonnello Gaspard Gourgaud e dodici ufficiali
Capo di stato maggiore (major-general): maresciallo Nicolas Soult

Capo dello stato maggiore generale: generale François Gédéon Bailly de Monthion
Comandante dell'artiglieria: generale Charles-Étienne-François Ruty

Comandante dei genieri: generale Rogniat

Comandante del servizio topografico: colonnello Bonne

Comandante della gendarmeria: generale Radet

Comandante del servizio di sanità: chirurgo in comando Percy
Comandante dell'ala destra dell'armata: maresciallo Emmanuel de Grouchy
Guardia Imperiale

Comandante: generale Antoine Drouot
- Vecchia Guardia

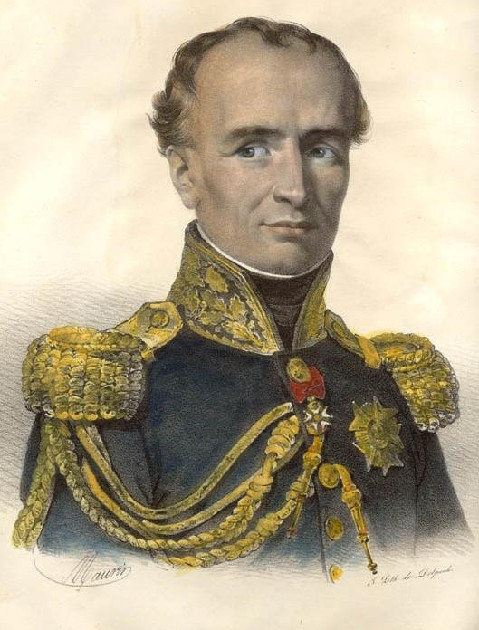
Generale Antoine Drouot

  - Granatieri (generali Louis Friant e François Roguet)  
    - 1º Reggimento granatieri (generale Petit)
    - 2º Reggimento granatieri (generale Christiani)
    - 3º Reggimento granatieri (generale Poret de Morvan)
    - 4º Reggimento granatieri (generale Harlet), solo il I battaglione

  - Cacciatori (generali Charles Antoine Morand e Claude-Étienne Michel)
    - 1º Reggimento cacciatori (generale Pierre Cambronne)
    - 2º Reggimento cacciatori (generale Pelet)
    - 3º Reggimento cacciatori (generale Mallet)
    - 4º Reggimento cacciatori (generale Henrion)
- Giovane Guardia (generali Guillaume Philibert Duhesme e Pierre Barrois)
  - 1ª Brigata (generale Chartrand)  
    - 1º Reggimento Tirailleurs
    - 1º Reggimento Voltigeurs

  - 2ª Brigata (generale Guye)  
    - 3º Reggimento Tirailleurs
    - 3º Reggimento Voltigeurs
- Cavalleria della Guardia (maresciallo Édouard Adolphe Casimir Joseph Mortier, non presente a Ligny)
  - Cavalleria di riserva (generale Claude Étienne Guyot)
    - Granatieri a cavallo (generale Dubois)
    - Dragoni (generale Ornano)
    - Gendarmi scelti (generale d'Autancourt)
- Artiglieria della Guardia (generale Desvaux de Saint-Maurice)
  - Artiglieria a piedi (generale Lallemand)
    - tredici batterie

  - Artiglieria a cavallo (colonnello Duchand)
    - tre batterie

III Corpo d'armata

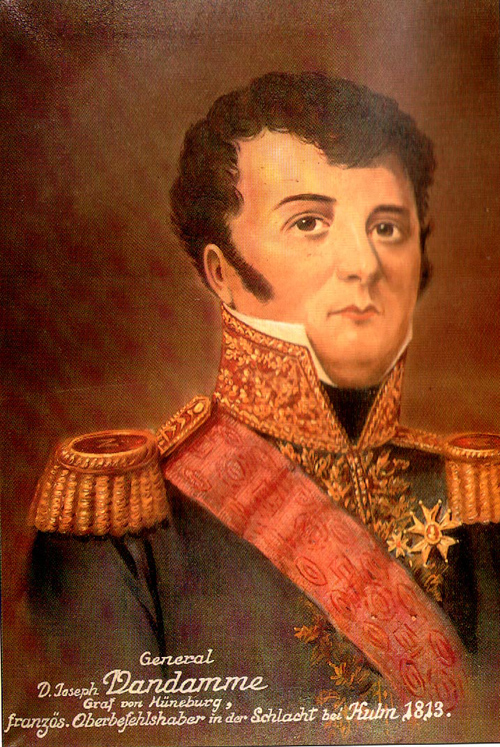
Generale Dominique-Joseph René Vandamme

Comandante: generale Dominique-Joseph René Vandamme
- 8ª Divisione (generale Étienne Nicolas Lefol)
  - Brigata Billiard  
    - 15º Reggimento leggero
    - 23º Reggimento di linea

  - Brigata Corsin
    - 6º Reggimento di linea
    - 37º Reggimento di linea
- 10ª Divisione (generale Pierre Joseph Habert)
  - Brigata Gengoult
    - 34º Reggimento di linea
    - 88º Reggimento di linea

  - Brigata Dupeyroux
    - 70º Reggimento di linea
    - 2º Reggimento straniero (svizzero)
- 11ª Divisione  (generale Pierre Berthezène)
  - Brigata Dufour
    - 12º Reggimento di linea
    - 56º Reggimento di linea

  - Brigata Lagarde
    - 33º Reggimento di linea
    - 86º Reggimento di linea
- 7ª Divisione  (generale Jean-Baptiste Girard) distaccata dal II corpo d'armata
  - Brigata de Villiers
    - 11º Reggimento leggero
    - 82º Reggimento di linea

  - Brigata Piat
    - 12º Reggimento leggero
    - 4º Reggimento di linea
- 3ª Divisione di cavalleria  (generale Jean-Simon Domon)
  - Brigata Dommanget
    - 4º Reggimento cacciatori a cavallo
    - 9º Reggimento cacciatori a cavallo

  - Brigata Vinot
    - 12º Reggimento cacciatori a cavallo
    - 6º Reggimento lanceri
- Artiglieria (generale Doguereau)
  - cinque batterie

IV Corpo d'armata

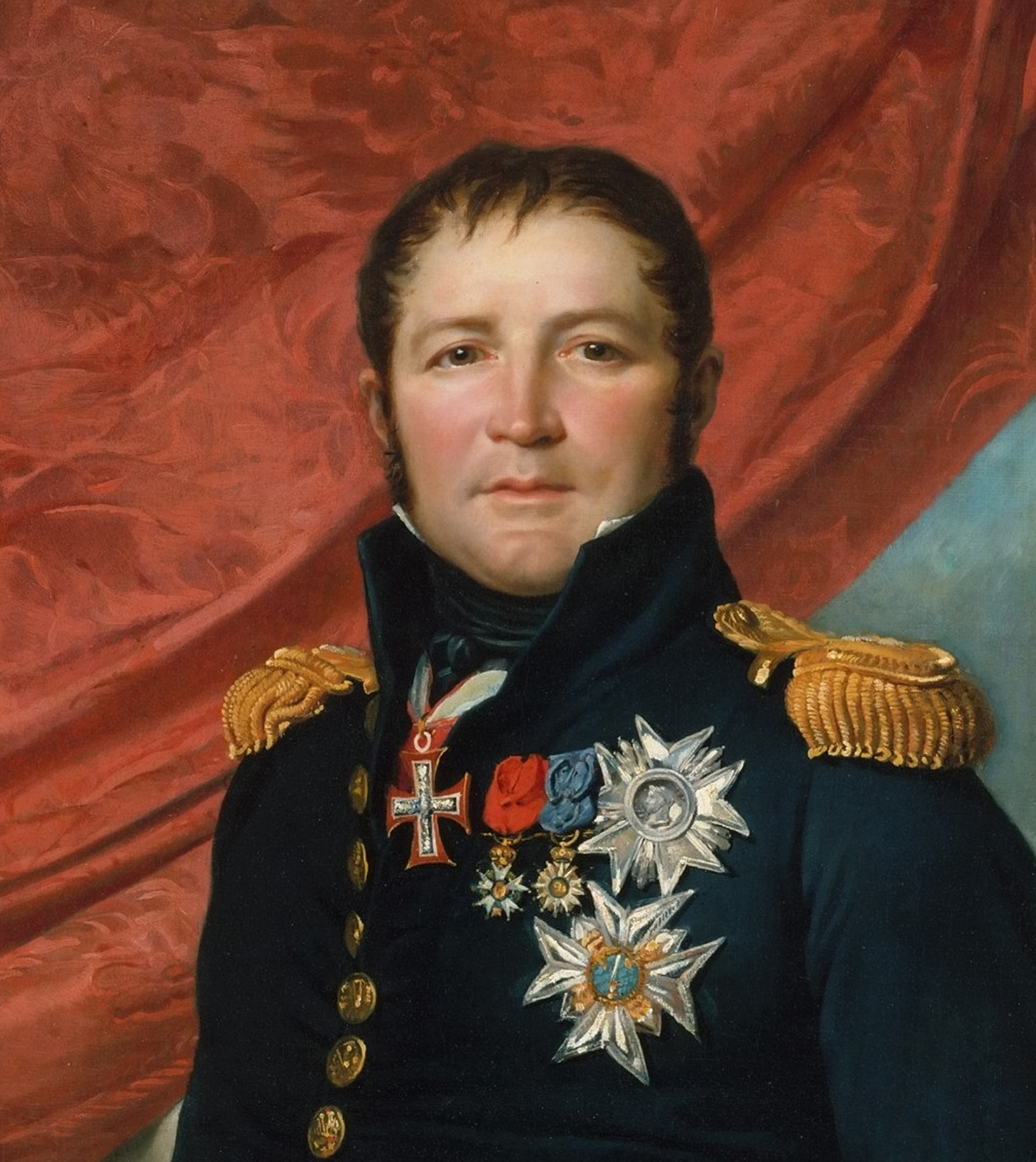
Generale Étienne Maurice Gérard

Comandante: generale Étienne Maurice Gérard
- 12ª Divisione (generale Marc Nicolas Louis Pécheux)
  - Brigata Rome  
    - 30º Reggimento di linea
    - 96º Reggimento di linea

  - Brigata Schoeffer
    - 6º Reggimento leggero
    - 63º Reggimento di linea
- 13ª Divisione (generale Louis Joseph Vichery)
  - Brigata Le Capitaine
    - 59º Reggimento di linea
    - 76º Reggimento di linea

  - Brigata Desprez
    - 48º Reggimento di linea
    - 69º Reggimento di linea
- 14ª Divisione  (generale Jacques-Louis Hulot, in sostituzione del generale Louis Auguste de Bourmont, passato al nemico il 15 giugno)
  - Brigata Hulot
    - 9º Reggimento leggero
    - 111º Reggimento di linea

  - Brigata Toussaint
    - 44º Reggimento di linea
    - 50º Reggimento di linea
- 7ª Divisione di cavalleria  (generale Antoine Maurin)
  - Brigata Vallin
    - 6º Reggimento ussari
    - 8º Reggimento cacciatori a cavallo

  - Brigata Berruyer
    - 6º Reggimento dragoni
    - 17º Reggimento dragoni
- Artiglieria (generale Baltus)
  - cinque batterie

VI Corpo d'armata  (tenuto di riserva e non impegnato nella battaglia)

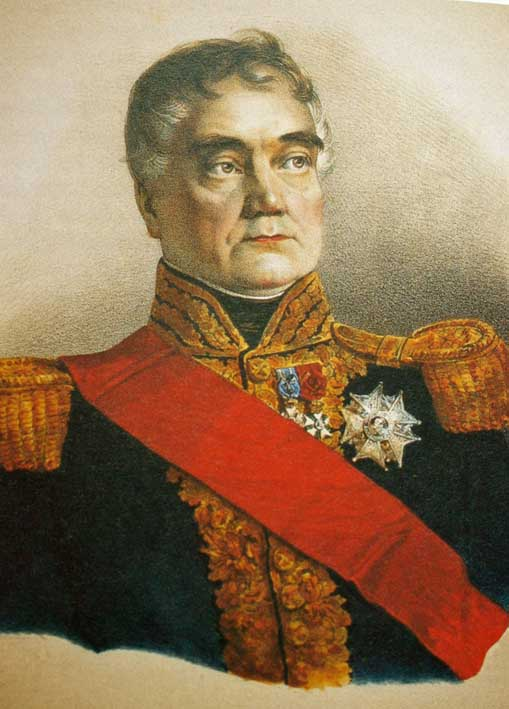
Generale Georges Mouton conte di Lobau

Comandante: generale Georges Mouton conte di Lobau
- 19ª Divisione (generale Francois-Martin-Valentin Simmer)
  - Brigata Bellair  
    - 5º Reggimento di linea
    - 11º Reggimento di linea

  - Brigata Jamin
    - 27º Reggimento di linea
    - 84º Reggimento di linea
- 20ª Divisione (generale Jean-Baptiste Jeanin)
  - Brigata Bony
    - 5º Reggimento leggero
    - 10º Reggimento di linea

  - Brigata de Tromelin
    - 107º Reggimento di linea
- 21ª Divisione (generale François Antoine Teste)
  - Brigata Laffitte
    - 8º Reggimento leggero

  - Brigata Penne
    - 65º Reggimento di linea
    - 75º Reggimento di linea
- Artiglieria (generale Noury)
  - quattro batterie

RISERVA DI CAVALLERIA
I Corpo

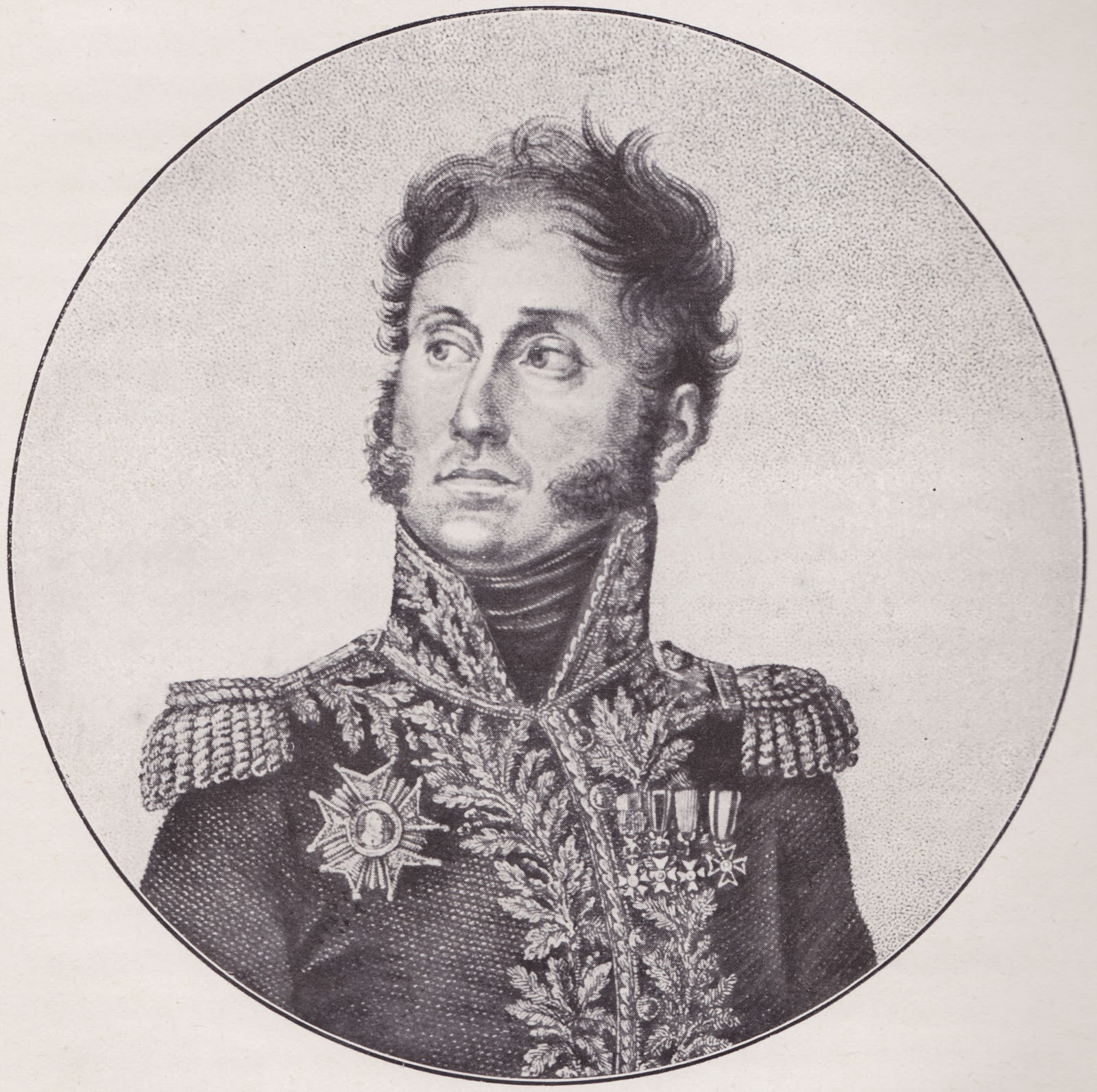
Generale Pierre Claude Pajol

Comandante: generale Pierre Claude Pajol
- 4ª Divisione di cavalleria  (generale Pierre Benoît Soult)
  - Brigata Houssin de St-Laurent
    - 1º Reggimento ussari
    - 4º Reggimento ussari

  - Brigata Ameil
    - 5º Reggimento ussari
- 5ª Divisione di cavalleria  (generale Jacques Gervais, barone di Subervie)
  - Brigata de Colbert
    - 1º Reggimento lancieri
    - 2º Reggimento lancieri

  - Brigata Merlin de Douai
    - 11º Reggimento cacciatori a cavallo

II Corpo

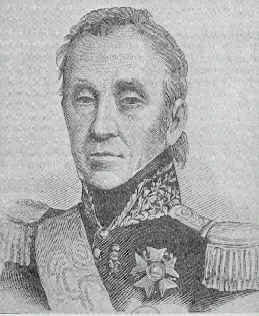
Generale Rémi Joseph Isidore Exelmans

Comandante: generale Rémi Joseph Isidore Exelmans
- 9ª Divisione di cavalleria  (generale Jean Baptiste Alexandre Strolz)
  - Brigata Burthe
    - 5º Reggimento dragoni
    - 11º Reggimento dragoni

  - Brigata Vincent
    - 15º Reggimento dragoni
    - 20º Reggimento dragoni
- 10ª Divisione di cavalleria  (generale Louis Pierre Aimé Chastel)
  - Brigata Bonnemains
    - 4º Reggimento dragoni
    - 12º Reggimento dragoni

  - Brigata Berton
    - 14º Reggimento dragoni
    - 17º Reggimento dragoni

IV Corpo

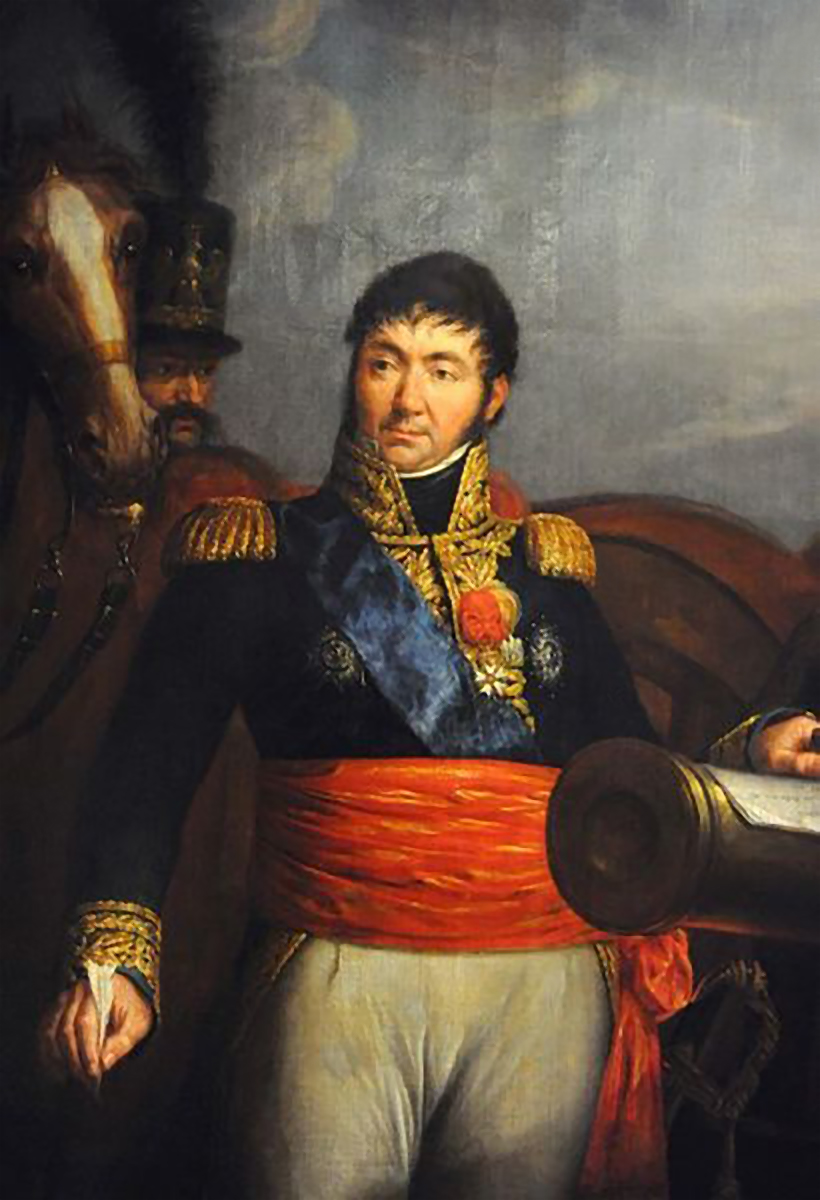
Generale Édouard Jean-Baptiste Milhaud

Comandante: generale Édouard Jean-Baptiste Milhaud
- 13ª Divisione di cavalleria  (generale Pierre Watier)
  - Brigata Dubois
    - 1º Reggimento corazzieri
    - 4º Reggimento corazzieri

  - Brigata Travers
    - 7º Reggimento corazzieri
    - 12º Reggimento corazzieri
- 14ª Divisione di cavalleria  (generale Jacques-Antoine-Adrien Delort)
  - Brigata Vial
    - 5º Reggimento corazzieri
    - 10º Reggimento corazzieri

  - Brigata Farine
    - 6º Reggimento corazzieri
    - 9º Reggimento corazzieri

ARMATA DEL BASSO RENO

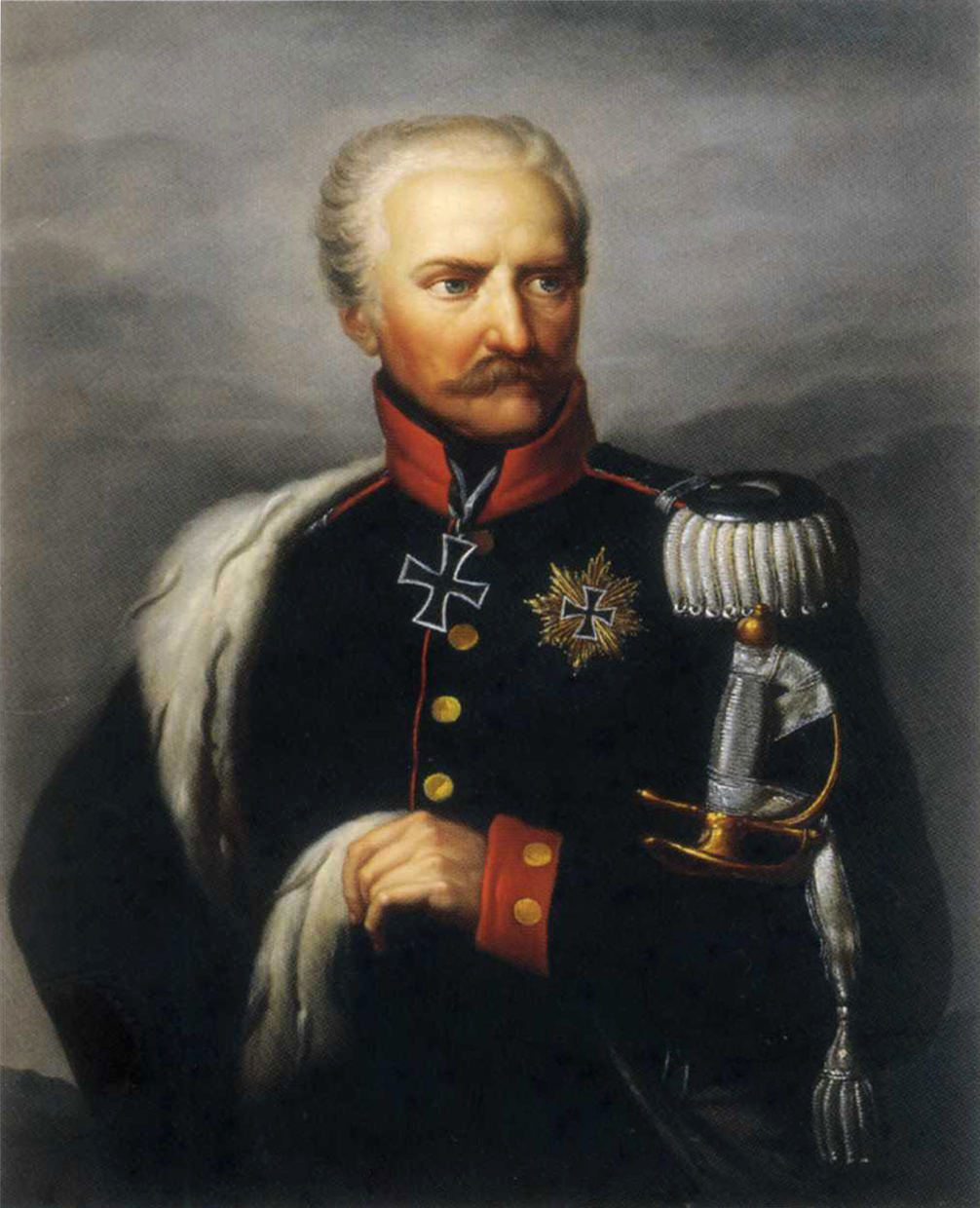
feldmaresciallo Gebhard Leberecht von Blücher.

Comandante in capo: feldmaresciallo Gebhard Leberecht von Blücher
Capo di stato maggiore: generale August Neidhardt von Gneisenau
I Corpo d'armata

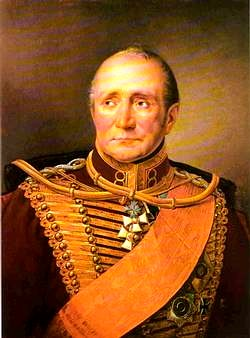
Generale Hans Ernst Karl von Zieten

Comandante: generale Hans Ernst Karl von Zieten
- Brigata Steinmetz
  - 12º Reggimento fanteria
  - 24º Reggimento fanteria
  - 1º Reggimento Landwehr Westfalia
- Brigata Pirch II
  - 6º Reggimento fanteria
  - 28º Reggimento fanteria
  - 2º Reggimento Landwehr Westfalia
- Brigata Jagow
  - 7º Reggimento fanteria
  - 29º Reggimento fanteria
  - 3º Reggimento Landwehr Westfalia
- Brigata Henckel von Donnersmarck
  - 19º Reggimento fanteria
  - 4º Reggimento Landwehr Westfalia
- I Corpo di cavalleria  (generale Röder)
  - Brigata Trescow
    - 2º Reggimento dragoni
    - 5º Reggimento dragoni
    - Ulani del Brandeburgo

  - Brigata Lützow
    - 6º Reggimento ulani
    - 1º Reggimento cavalleria Landwehr Kurmark
    - 1º Reggimento ussari della Slesia
    - 1º Reggimento cavalleria Landwehr Westfalia
- I Corpo d'artiglieria (generale Lehmann)
  - dodici batterie

II Corpo d'armata

Comandante: generale Georg Dubislav Ludwig von Pirch
- Brigata Tippelskirch
  - 2º Reggimento fanteria
  - 25º Reggimento fanteria
  - 5º Reggimento Landwehr Westfalia
- Brigata Kraft
  - 9º Reggimento fanteria
  - 26º Reggimento fanteria
  - 1º Reggimento Landwehr Elba
- Brigata Brause
  - 14º Reggimento fanteria
  - 22º Reggimento fanteria
  - 2º Reggimento Landwehr Elba
- Brigata Bose
  - 21º Reggimento fanteria
  - 23º Reggimento fanteria
  - 3º Reggimento Landwehr Elba
- II Corpo di cavalleria  (generale Jürgass)
  - Brigata Thümen
    - 6º Reggimento dragoni
    - 11º Reggimento ussari
    - Ulani della Slesia

  - Brigata Schulenburg
    - 1º Reggimento dragoni
    - 4º Reggimento cavalleria Landwehr Kurmark

  - Brigata Sohr
    - 3º Reggimento ussari
    - 5º Reggimento ussari
    - 5º Reggimento cavalleria Landwehr Kurmark
    - 1º Reggimento cavalleria Landwehr Elba
- II Corpo d'artiglieria (generale Röhl)
  - dieci batterie

III Corpo d'armata

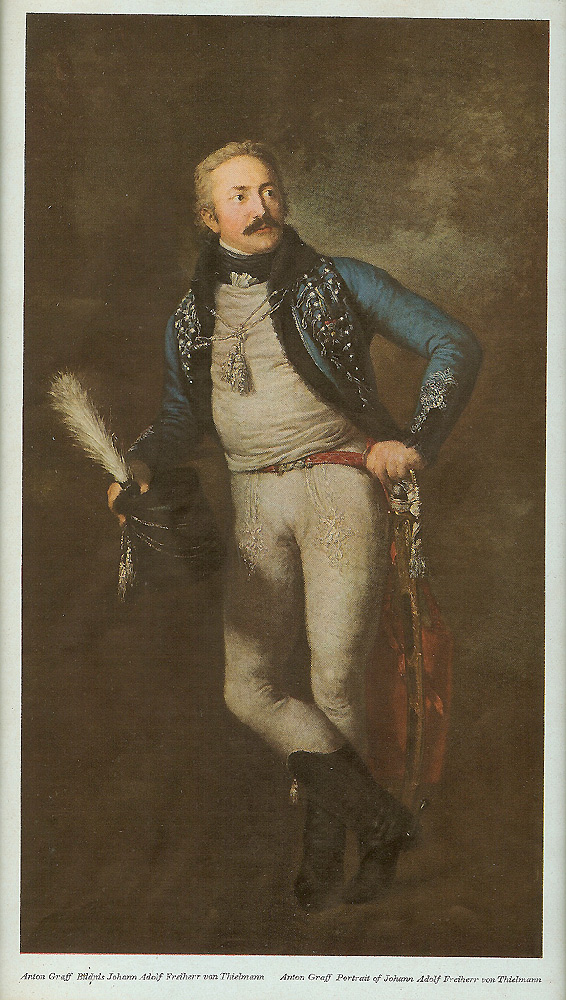
Generale Johann von Thielmann

Comandante: generale Johann von Thielmann
- Brigata Borcke
  - 8º Reggimento fanteria
  - 36º Reggimento fanteria
  - 1º Reggimento Landwehr Kurmark
- Brigata Kämpfen
  - 27º Reggimento fanteria
  - 2º Reggimento Landwehr Kurmark
- Brigata Luck
  - 3º Reggimento Landwehr Kurmark
  - 4º Reggimento Landwehr Kurmark
- Brigata Stülpnagel
  - 31º Reggimento fanteria
  - 5º Reggimento Landwehr Kurmark
  - 6º Reggimento Landwehr Kurmark
- III Corpo di cavalleria  (generale Hobe)
  - Brigata Marwitz
    - 7º Reggimento ulani
    - 8º Reggimento ulani
    - 9º Reggimento ussari

  - Brigata Lottum
    - 5º Reggimento ulani
    - 7º Reggimento dragoni
    - 3º Reggimento cavalleria Landwehr Kurmark
    - 6º Reggimento cavalleria Landwehr Kurmark
- III Corpo d'artiglieria (generale Monhaupt)
  - sei batterie